# Marthes
Marthes (Nederlands: Marteke) is een dorp in de Franse gemeente Mametz in het departement Pas-de-Calais. Marthes ligt in het zuiden van de gemeente, een kilometer ten zuidwesten van het dorpscentrum van Mametz.

## Geschiedenis
Een oude vermelding van de plaats dateert uit de 13de eeuw als Marteke. De kerk van Marthes was een hulpkerk van die van Blessy.
Op het eind van het ancien régime werd Marthes een gemeente. In 1822 werd de gemeente (291 inwoners in 1821) al opgeheven en samen met de gemeente Crecques (384 inwoners in 1821) aangehecht bij de gemeente Mametz (569 inwoners in 1821).

## Bezienswaardigheden
- De Sint-Kwintenskerk (Église Saint-Quentin). Een 18de-eeuws standbeeld van Sint-Kwinten werd in 1978 geklasseerd als monument historique.
- Op het Kerkhof van Marthes bevinden zich twee Britse oorlogsgraven uit de Eerste Wereldoorlog.